# Iglesia Presbiteriana Galesa

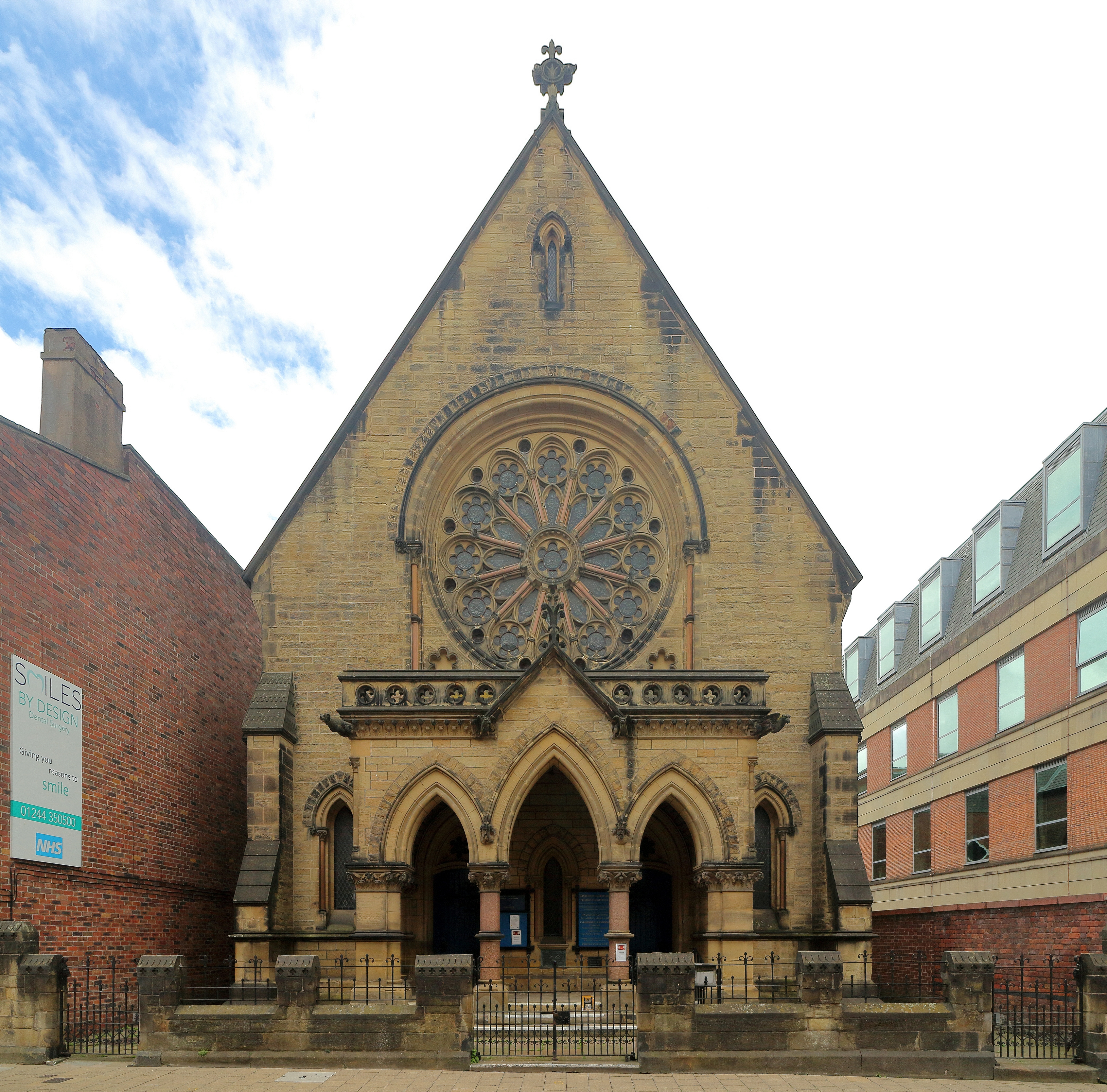
Iglesia Presbiteriana Galesa, Chester

La Iglesia Presbiteriana Galesa se encuentra en St John Street, Chester, Cheshire, Inglaterra. La iglesia fue construida en 1866 y diseñada por W. & G. Audsley de Liverpool . Está construida con un frente de arenisca amarilla, laterales y parte trasera de ladrillo, y un techo de pizarra. El plan consiste en un rectángulo simple, con un ábside en el extremo este y un nártex más estrecho de una sola planta en el extremo oeste (entrada). El nártex está soportado por pilares octogonales en las esquinas y dos columnas de granito entre ellos. A cada lado del nártex hay una ventana de lanceta. Sobre el nártex hay un gran rosetón, con una ventana de lanceta arriba, y un remate en fastigio en el frontón  La iglesia está registrada en la Lista del Patrimonio Nacional de Inglaterra como un  edificio catalogado de Grado II. La pared y las rejas de hierro y las puertas frente a la iglesia están incluidas en el listado.